# Parc Valero Les Écarts

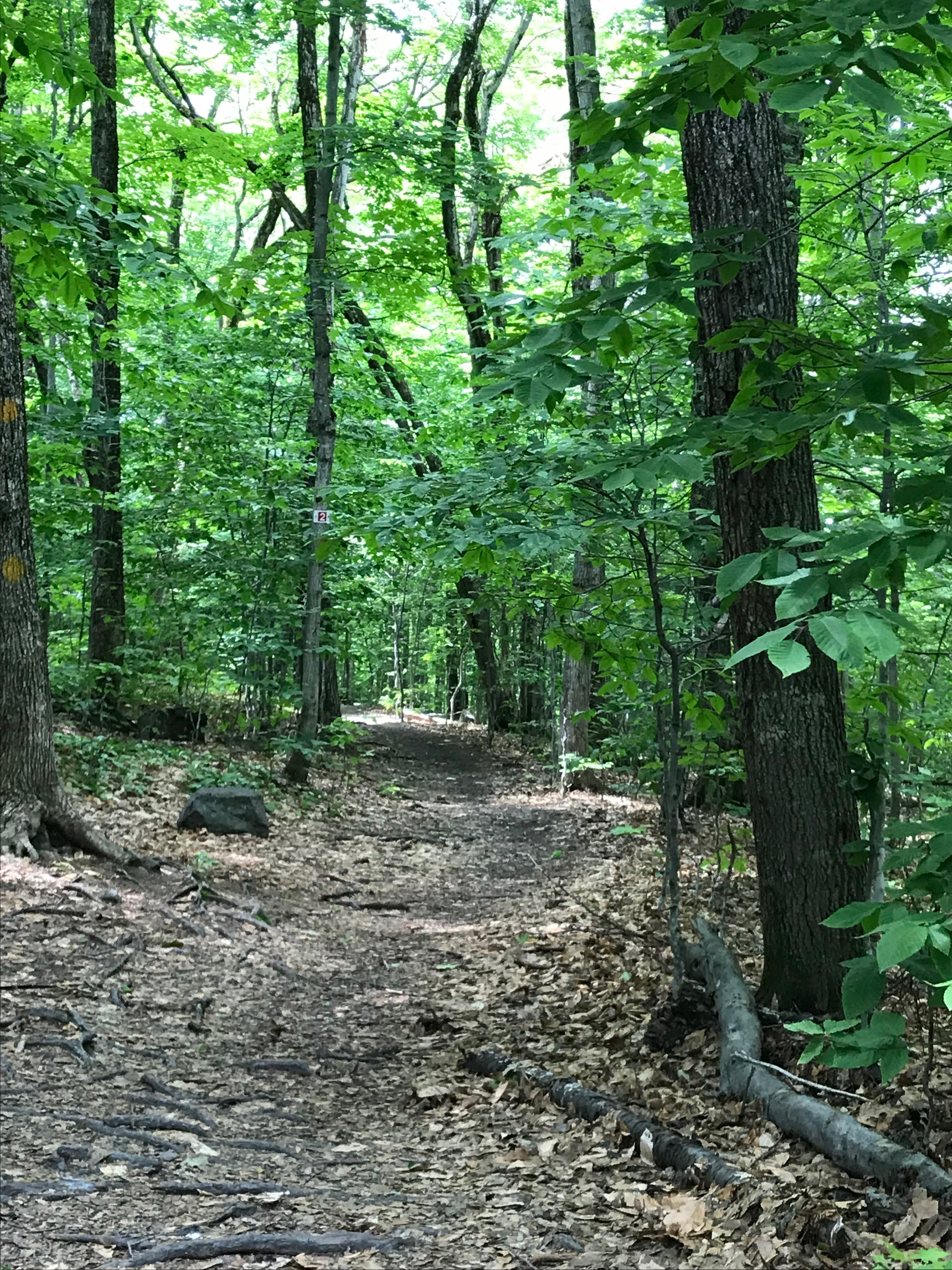
Sentier du parc Valero

Le parc Valero Les Écarts, d’une superficie de 65,3 hectares, est situé dans la ville de Lévis, à proximité de Québec.

## Description
Le parc urbain est le plus grand de la région avec ses 5 km de sentiers pédestres, 8 km de sentiers praticables en raquettes et 18 kilomètres de sentiers pour les vélos de montagne ou à roues surdimensionnées. Il existe cinq sentiers balisés pour la randonnée. Seule la partie nord est accessible en vélo, car la partie sud, fragile par son écosystème et son sol argileux, est réservée exclusivement aux marcheurs.

## Faune et flore

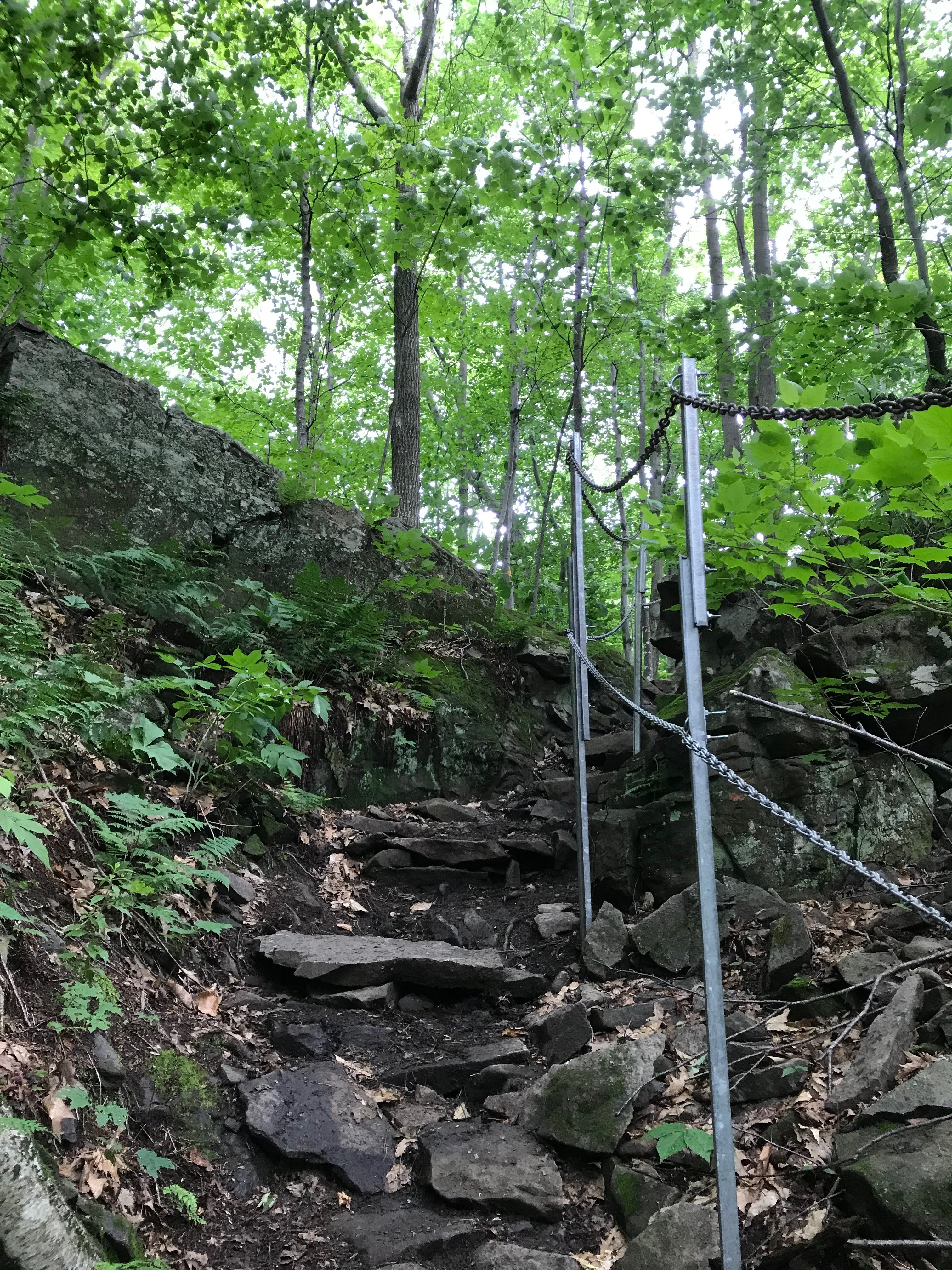
Escalier au parc Valero

Tout près du périmètre urbain, le parc regroupe plus de 125 espèces végétales réunies dans une magnifique forêt de feuillus, dont une chênaie rouge ayant le statut d’écosystème forestier exceptionnel. Parmi les 100 plantes forestières qui s’y trouvent, certaines sont à statut particulier, faisant ainsi de ce parc un milieu naturel de grande valeur. Le parc abrite aussi plus de 130 espèces d’oiseaux, au grand plaisir des ornithologues amateurs.

## Histoire

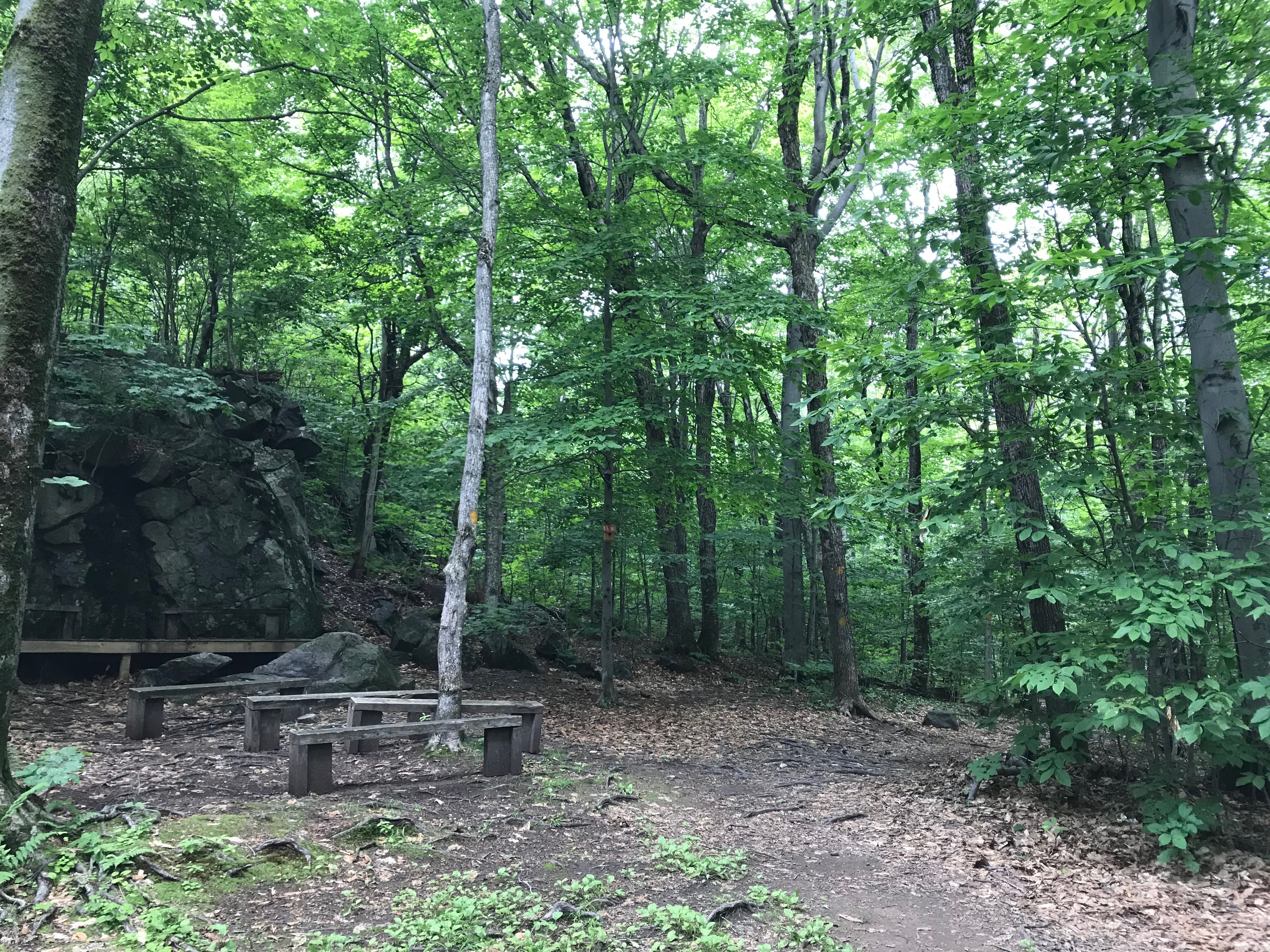
Espace de classe en plein air

Autrefois connu sous le nom de Boisé Davida ou Boisé de l’Auberivière, le parc a été acquis en 2003 par l’entreprise Valero, fabricant et distributeur de produits pétrolier. Valero est propriétaire de la raffinerie Jean-Gaulin, située face au parc, depuis plus de 40 ans. L’achat, d’une valeur de 800 000$, avait pour objectif d’isoler la raffinerie des quartiers résidentiels tout en préservant le boisé de la construction et en garantissant un lieu de plein air aux résidents de Lévis.

## Géographie

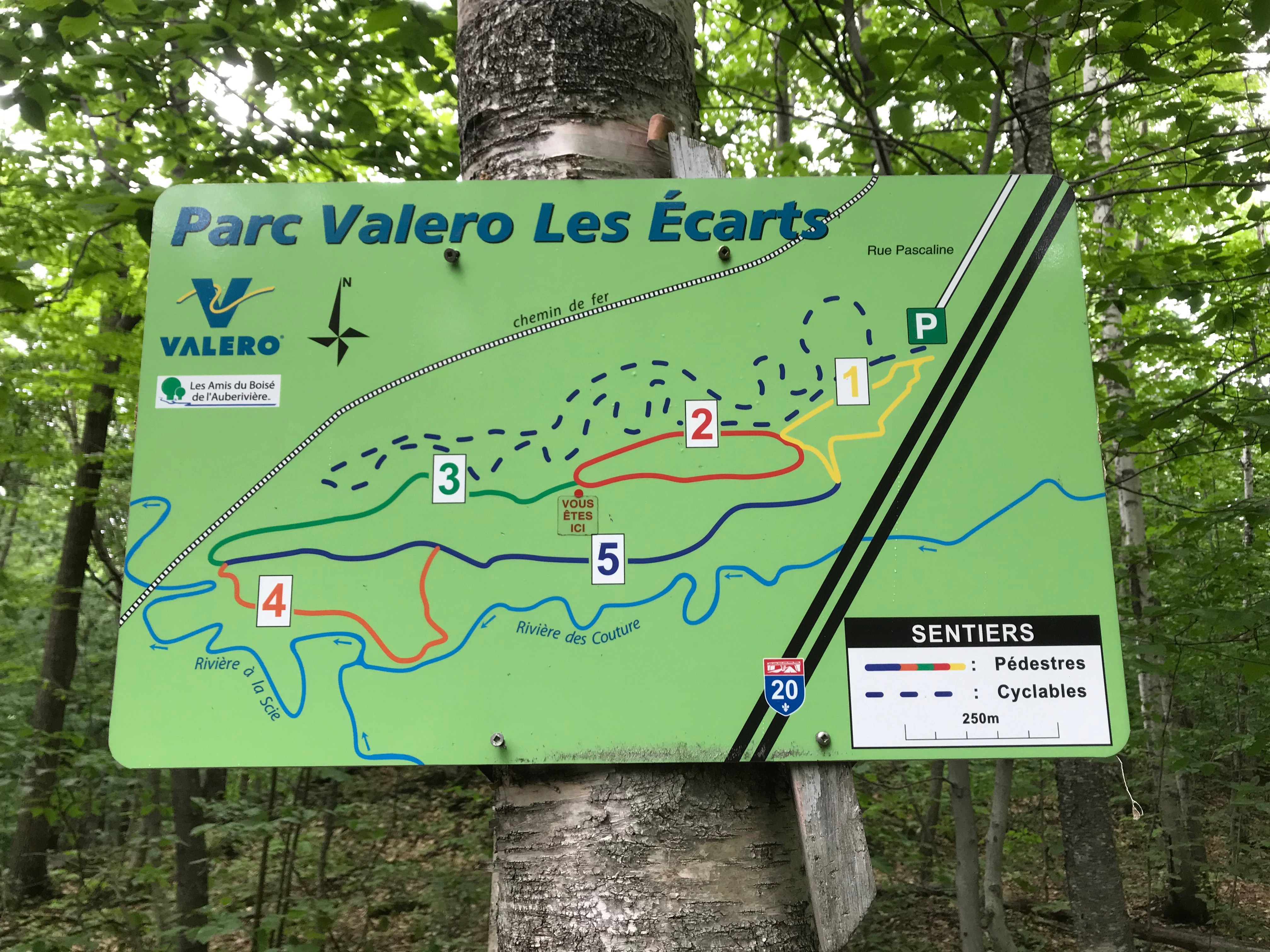
Carte du parc Valero

Le parc est situé sur une colline d’environ 60 mètres de dénivelé, bordée par la rivière à la Scie et la rivière des Couture. En son point le plus élevé, il offre un panorama sur plus de 40 kilomètres, des Laurentides aux Appalaches, en traversant le fleuve Saint-Laurent.

## Accès

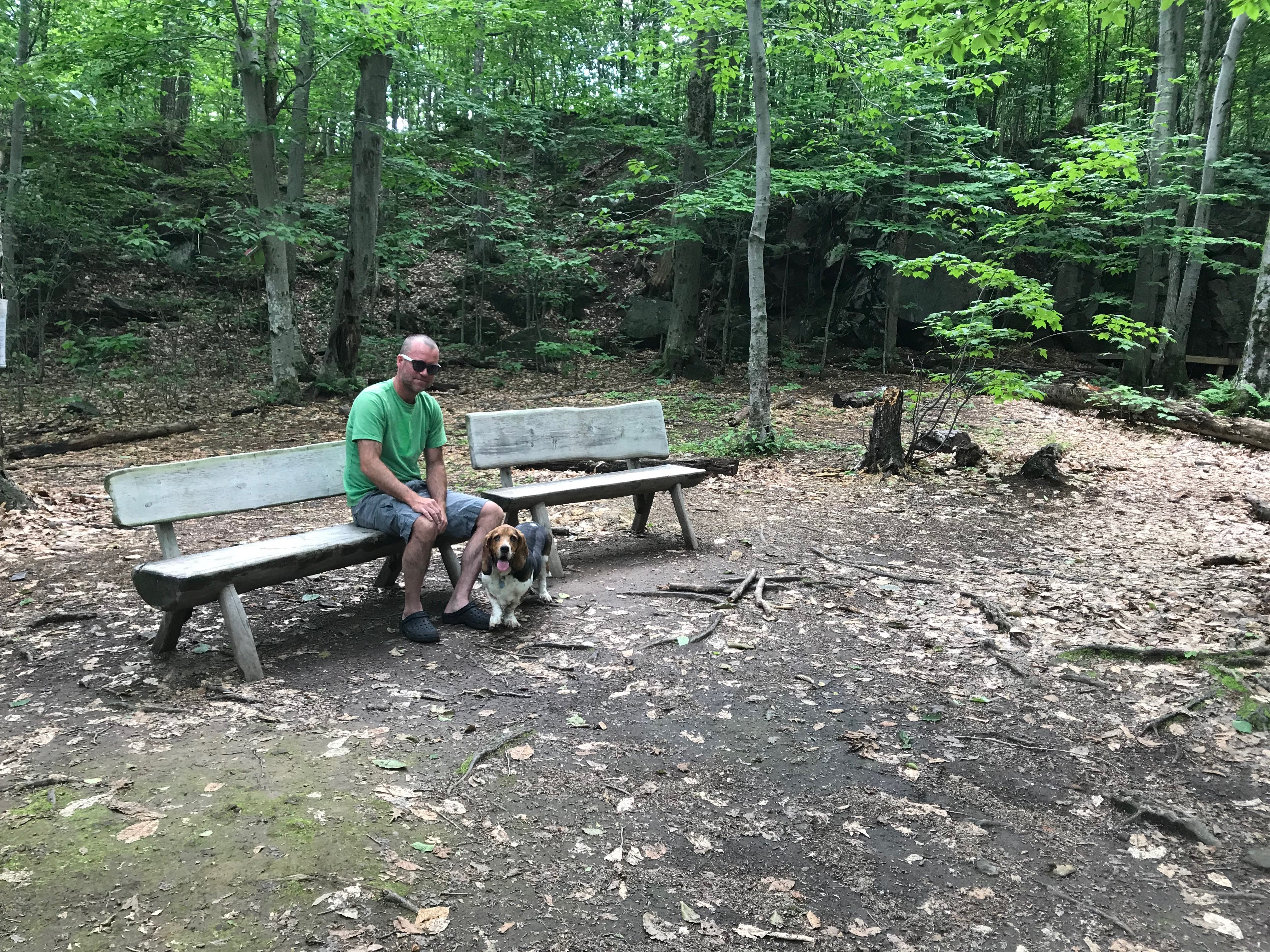
Espace de repos

Le stationnement extérieur gratuit se trouve au bout de la rue de la Pascaline. Le quartier avoisinant au nord est desservi par la Société de transport de Lévis (1 km de marche).